# Jan Wils (schilder)

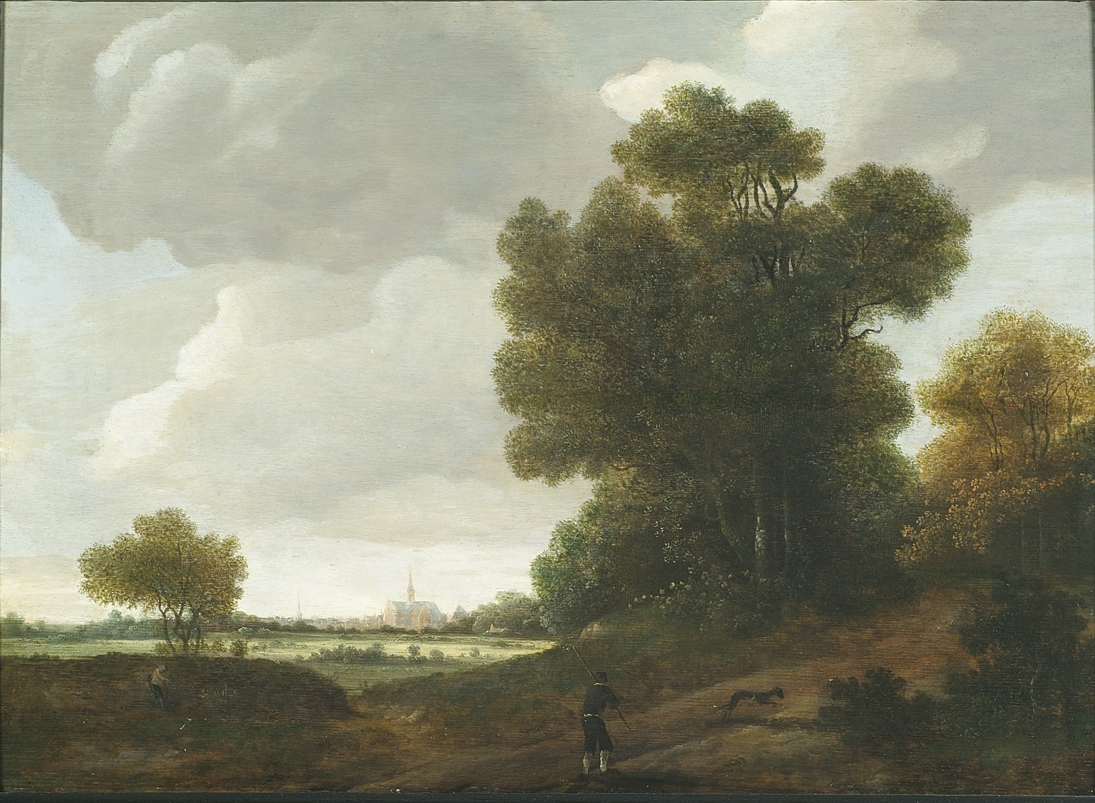
Landschap van Haarlem

Johannes Anthonisz. Wils (Amsterdam, 15 juni 1603 (doopdatum) - Haarlem, 18 oktober 1666) was een Nederlands kunstschilder werkzaam te Haarlem.

## Leven en werk
In 1628 werd Jan Wils lid van de Haarlemse schutterij. In datzelfde jaar werd hij ingeschreven bij het Sint Lucasgilde. In 1634 was hij kunsthandelaar, maar ook inner van bierimpost. Jan Wils schilderde voornamelijk italianiserende landschappen. Hij was een leerling van Pieter de Molijn en hij heeft Nicolaes Berchem opgeleid tot schilder. Nicolaes Berchem trouwde met de stiefdochter van Wils. Wils liet een grote collectie schilderijen achter.
- Biografisch Portaal: 21848541
- RKD-Nederlands Instituut voor Kunstgeschiedenis: 84813
- Union List of Artist Names: 500028998
- Virtual International Authority File: 95860619